# Borup (naturreservat)
Borup är ett naturreservat i Norsjö kommun i Västerbottens län.
Området är naturskyddat sedan 1995 och är 67 hektar stort. Reservatet omfattar Finnlidkärret och höjder på både dessa sidor, i sydväst på Borups nordostsluttning. Reservatet består av tallskog med inslag av gran och lövträd i söder. I norr finns en liten skogstjärn med våtmark.